# Diga di Sır
La diga di Sır è una diga della Turchia. Si trova nella provincia di Kahramanmaraş.

## Fonti
- (EN) www2.dsi.gov.tr/tricold/sir.htm Sito dell'agenzia turca delle opere idrauliche, su www2.dsi.gov.tr. URL consultato l'8 agosto 2011 (archiviato dall'url originale il 29 settembre 2007).